# Isabelle Ire de Jérusalem
Isabelle Ire de Jérusalem (1169-1205) est reine de Jérusalem de 1192 à 1205, fille d'Amaury Ier, roi de Jérusalem, et de Marie Comnène. Cette princesse puis reine est fort peu intéressée par les affaires politiques, mais n'en a pas moins été mariée quatre fois selon les nécessités du royaume et a été obligée pour les mêmes raisons de se séparer de son premier mari.

## Biographie
Lorsque son père hérite de la couronne de Jérusalem, en 1162, il est marié à Agnès de Courtenay, et les barons du royaume annoncent à Amaury qu'ils n'accepteront pas Agnès comme reine. Ils mettent donc Amaury en demeure de choisir entre le trône et son épouse. Amaury répudie sa femme et est couronné roi de Jérusalem. Deux enfants sont nés de ce premier mariage : Baudouin IV de Jérusalem et Sibylle de Jérusalem. Le 29 août 1167, Amaury Ier se remarie avec Marie Comnène, petite nièce de Manuel Ier Comnène, empereur byzantin, laquelle donne naissance en 1172 à une fille, Isabelle de Jérusalem.

### Princesse
Bien que son frère soit atteint de la lèpre et ne puisse pas avoir d’enfant, la question du mariage d’Isabelle ne pose qu’un problème relatif, car la cour compte sur le mari de Sibylle pour assurer la succession du royaume de Jérusalem. Aussi Baudouin accepte-t-il de la marier en 1183 avec un noble franc, Onfroy IV de Toron, petit-fils du connétable Onfroy II de Toron, mort en avril 1179 au cours de la prise du Chastelet du Gué de Jacob, pour permettre au roi d’avoir la vie sauve. Étiennette de Milly, la mère d’Onfroy, était remariée à Renaud de Châtillon, seigneur d’Outre-Jourdain, la noce a lieu au krak de Moab, en novembre 1183. Renaud de Châtillon avait organisé au cours de l’hiver précédent une expédition contre la Mecque, et Saladin, résolu à venger l’affront et à écarter le danger que représente la seigneurie d’Outre-Jourdain vis-à-vis de ses États, met le siège devant le krak, en pleines festivités de mariage. À la demande d'Étiennette de Milly, qu’il a connue dans sa jeunesse, il accepte de ne pas tirer avec ses trébuchets sur la tour où le jeune couple passe sa nuit nuptiale. Baudouin IV, prévenu, n’hésite pas à venir avec son ost pour forcer Saladin à lever le siège.
Baudouin IV meurt le 16 mars 1185 et désigne comme successeur son neveu Baudouin V, âgé de huit ans, sous la régence de Raymond III de Tripoli, car Guy de Lusignan, le mari de Sibylle, ne s’est pas révélé à la hauteur des espérances. Mais Baudouin V meurt vers le mois de septembre 1186 et la question de la succession du royaume se pose à nouveau.
Les barons se répartissent alors en deux groupes. D’une part les colons, ou « poulains », qui estiment que le royaume ne peut survivre qu’avec une politique de paix relative avec Saladin, politique qui était celle de Baudouin le Lépreux. Le chef de file des colons est le comte Raymond III. D’autre part les croisés, la plupart nés en Europe, ne comprennent pas ou mal cette politique de compromis et sont prêts à en découdre avec les musulmans. C’est Guy de Lusignan qui est à la tête de ces derniers. Les lois du royaume, qui nécessitent que le roi soit accepté par l’assemblée des barons, font que les deux chefs peuvent prétendre à la couronne, Guy de Lusignan en tant que plus proche parent des précédents rois, et Raymond III en tant que régent désigné par Baudouin le Lépreux.
Josselin III de Courtenay, un baron né en Terre Sainte, acquis aux croisés, réussit à persuader Raymond de rejoindre ses partisans à Naplouse pendant l’enterrement de Baudouin V, et la reine Sibylle profite de son absence pour se faire couronner reine et pour faire couronner son mari. Mais ce couronnement n’est valable qu’avec l’assentiment de l’assemblée des barons. Conscient que maintenir sa candidature risque de mener le royaume à la guerre civile, Raymond se désiste, mais propose un troisième choix : proposer la couronne à Isabelle et à son mari, Onfroy de Toron. Terrifié par les responsabilités liées à la couronne, Onfroy quitte immédiatement Naplouse et prête allégeance à Sibylle.
Les colons n’ont alors pas d’autre choix que d’accepter Guy de Lusignan comme roi, lequel amène le royaume à la ruine en moins d’un an, en perdant la bataille de Hattin le 4 juillet 1187. Conrad de Montferrat, un croisé qui arrive en Terre Sainte quelques semaines plus tard, parvient à défendre Tyr et à tenir Saladin en échec, mais refuse à Guy de Lusignan l’accès à la ville. Ce dernier part alors assiéger Saint-Jean-d’Acre.

### Reine de Jérusalem
La mort de Sibylle en octobre 1190 lors de ce siège, change la donne. Guy de Lusignan n’est roi que par mariage, et juridiquement la couronne devrait revenir à Isabelle, ou tout du moins l’assemblée des barons devrait statuer sur le sort de la couronne. Le problème est qu'Onfroy de Toron, le mari d’Isabelle, ne plaît pas plus aux barons que Guy de Lusignan. Il faut au royaume un roi capable de redresser la situation, et ce roi pourrait être Conrad de Montferrat. Mais choisir un roi en dehors de la famille royale peut amener des contestations et des guerres civiles.
Pour résoudre ce problème, les barons ont l’idée de faire annuler le mariage d’Onfroy et d’Isabelle et de faire épouser cette dernière Conrad de Montferrat. Mais Isabelle, qui aime son mari, refuse de se soumettre à ces considérations politiques. Sa mère, Marie Comnène, qui hait Étiennette de Milly, tente de persuader Isabelle d’accepter le mariage politique. D’autre part, Ubaldo Lanfranchi, légat du pape et archevêque de Pise, effectue une enquête sur le mariage et constatant qu’Isabelle n’avait que onze ans à son mariage, le fait annuler pour la raison que l’âge légal n’était pas encore atteint. Onfroy tente de protester contre cette décision, mais un baron, Guy de Senlis, bouteiller de France, lui lance un défi en combat singulier. Onfroy, refuse de le relever et rejoint Guy de Lusignan.
Le 24 novembre 1190, Isabelle est mariée à Conrad de Montferrat. Les deux rois Philippe Auguste et Richard Cœur de Lion arrivent et aident à prendre Saint-Jean-d'Acre. La rivalité entre Conrad et Guy se reporte aux deux rois européens, Philippe-Auguste soutenant Conrad et Richard soutenant Guy. Mais en avril 1192, Richard, devant l'opposition des barons, n'a d'autre choix que de reconnaître Conrad de Montferrat comme roi et de vendre Chypre à Guy de Lusignan. Le 28 avril 1192, deux nizârites assassinent Conrad.
Pour lui succéder, le choix des barons se porte immédiatement sur la personne du comte Henri II de Champagne, un homme qui a montré ses capacités à prendre en main les destinées du royaume et qui présente en outre l'avantage d'être neveu de Philippe Auguste et de Richard Cœur de Lion. Le mariage est célébré le 5 mai 1192, alors que la reine est enceinte de son second mari. De ce mariage sont nés trois enfants qui sont fiancés avec trois enfants d'Aimery II de Lusignan, roi de Chypre, dans un souci de rapprochement avec la monarchie chypriote des Lusignan.
Mais le 10 septembre 1197, Henri II de Champagne tombe accidentellement d'une fenêtre de son palais et se tue. Pour lui trouver un successeur, les barons pensent d'abord à Raoul de Saint-Omer, frère d'Hugues II de Saint-Omer, seigneur de Tibériade, mais ces seigneurs paraissent trop pauvres pour pouvoir financer une cour et une armée. Aussi leur choix se porte-il sur la personne du roi de Chypre, Aimery II de Lusignan, qui épouse Isabelle en janvier 1198.
Aimery II meurt le 1er avril 1205, après avoir donné trois enfants à Isabelle. Le gouvernement est assuré par Jean d'Ibelin, seigneur de Beyrouth et demi-frère d'Isabelle, qui devient régent du royaume. Isabelle ne prend pas part aux conseils et aux décisions, de sorte qu'aucun chroniqueur ne mentionne la date de son décès que l'on situe peu après celle de son dernier mari.

## Mariages et descendance

### OnfroyIVde Toron
Elle épouse en premières noces au krak de Moab, en novembre 1183, Onfroy IV (1166-1192), seigneur de Toron. Ils n’ont pas d’enfant et les barons du royaume l’obligent à se séparer de son mari.

### Conrad de Montferrat
Elle est remariée à Acre le 24 novembre 1190 à Conrad de Montferrat (1145/1147-1192), seigneur de Tyr, marquis de Montferrat puis roi de Jérusalem, et donne naissance à une fille posthume :
- Marie de Montferrat (été 1192-1212), reine de Jérusalem, mariée à l'empereur et roi Jean de Brienne (1170/1175-1237), dont :
  - Isabelle II de Brienne (1211-1228), reine de Jérusalem (1212-1218), mariée avec postérité à Frédéric II (1194-1250), roi de Sicile (1198-1250), empereur germanique (1220-1250): d'où les rois de Jérusalem jusqu'en 1268.

### HenriIIde Champagne
Veuve, elle se remaria le 5 mai 1192 avec Henri II de Champagne (1166-1197), comte de Champagne et roi de Jérusalem, et eut pour enfants :
- Marie de Champagne (1193-av. 1205), fiancée à Guy de Lusignan (av. 1193-ap. 1205), fils d'Aimery II de Lusignan et d'Echive d'Ibelin ;
- Alix de Champagne (1195-1246), régente de Jérusalem (1243-1247), fiancée à Jean de Lusignan (ap. 1175-av. 1205), fils d'Aimery II de Lusignan et d'Echive d'Ibelin. Elle est mariée successivement à[1] :

1. En 1210, à Hugues Ier de Lusignan (1193/1194-10 janv. 1218), roi de Chypre (1205-1218), fils d'Aimery II et d'Echive d'Ibelin, (frère puîné de Guy et de Jean de Lusignan) ; ils eurent :
  - Marie de Lusignan (av. 1215-1251/1253), épouse Gautier IV de Brienne : d'où la suite des comtes de Brienne,
  - Isabelle de Lusignan (av. 1216-ap. 1264), épouse d'Henri de Poitiers-Antioche : leur fils Hugues III d'Antioche-Lusignan-Chypre jouit d'une nombreuse postérité et prétend au trône de Jérusalem en 1268,
  - Henri Ier de Lusignan (3 mars 1217 - 18 janv. 1253), roi de Chypre, père d'Hugues II (1252-5 déc. 1267),
2. En 1225, à Bohémond V, prince d'Antioche. Leur mariage est annulé en 1227 ; sans postérité,
3. En 1241, à Raoul de Soissons ;

- Philippa de Champagne (v. 1196-1250), fiancée à Hugues Ier de Lusignan-Chypre ci-dessus, puis mariée vers 1213 avec postérité à Érard de Brienne (1170-1250), seigneur de Ramerupt et de Vénisy, cousin germain de l'empereur et roi Jean de Brienne.

### AimeryIIde Lusignan
De nouveau veuve, elle épousa à Acre en janvier 1198 Aimery II de Lusignan (1147-1205), roi de Chypre, veuf d'Echive d'Ibelin et père notamment d'Hugues Ier ci-dessus ; elle en eut :
- Sibylle de Lusignan (1199/1200-ap. 1225), mariée à Léon II (v. 1150-1219), prince d'Arménie (1187-1199), roi d'Arménie (1199-1219) ; postérité ;
- Aimery de Lusignan (v. 1201-2 fév. 1205) ;
- Mélisende de Lusignan (ap. 1200-24 mai 1249), mariée à Bohémond IV le Borgne (1173-1233), comte de Tripoli (1189-1233), prince d'Antioche (1201-1233), d'où :
  - Marie d'Antioche (♰ ap. 1307) qui prétend aussi au titre de reine de Jérusalem en 1268, avant de céder ses droits en janvier 1277 à Charles Ier d'Anjou, roi de Sicile et de Naples, comte de Provence, d'Anjou et du Maine.

## Descendance
| Onfroy IV de Toron            | Onfroy IV de Toron            | Onfroy IV de Toron            | Onfroy IV de Toron            | Onfroy IV de Toron            | Onfroy IV de Toron            |                               |                               |                                   |                                   |                                   |                                   |                                   |                                   |                             |                             |                                        |                                        |                                        |                                        |                                        |                                        |                               |                               | Isabelle († 1205) r. Jérusalem       | Isabelle († 1205) r. Jérusalem       | Isabelle († 1205) r. Jérusalem       | Isabelle († 1205) r. Jérusalem       | Isabelle († 1205) r. Jérusalem       | Isabelle († 1205) r. Jérusalem       |                                 |                                 |                                 |                                 |                              |                              |                              |                              |                                |                                |                                                        |                                                        |                                                        |                                                        |                                                        |                                                        |  |  |                              |                              |                              |                              |                              |                              |  |  | Aimery II de Lusignan († 1205) r. Chypre | Aimery II de Lusignan († 1205) r. Chypre | Aimery II de Lusignan († 1205) r. Chypre | Aimery II de Lusignan († 1205) r. Chypre | Aimery II de Lusignan († 1205) r. Chypre | Aimery II de Lusignan († 1205) r. Chypre |  |  |  |  |  |  |  |  |  |  |  |  |  |  |  |  |  |  |  |  |  |  |  |  |  |  |  |  |  |  |  |  |  |  |  |  |  |  |
| Onfroy IV de Toron            | Onfroy IV de Toron            | Onfroy IV de Toron            | Onfroy IV de Toron            | Onfroy IV de Toron            | Onfroy IV de Toron            |                               |                               |                                   |                                   |                                   |                                   |                                   |                                   |                             |                             |                                        |                                        |                                        |                                        |                                        |                                        |                               |                               | Isabelle († 1205) r. Jérusalem       | Isabelle († 1205) r. Jérusalem       | Isabelle († 1205) r. Jérusalem       | Isabelle († 1205) r. Jérusalem       | Isabelle († 1205) r. Jérusalem       | Isabelle († 1205) r. Jérusalem       |                                 |                                 |                                 |                                 |                              |                              |                              |                              |                                |                                |                                                        |                                                        |                                                        |                                                        |                                                        |                                                        |  |  |                              |                              |                              |                              |                              |                              |  |  | Aimery II de Lusignan († 1205) r. Chypre | Aimery II de Lusignan († 1205) r. Chypre | Aimery II de Lusignan († 1205) r. Chypre | Aimery II de Lusignan († 1205) r. Chypre | Aimery II de Lusignan († 1205) r. Chypre | Aimery II de Lusignan († 1205) r. Chypre |  |  |  |  |  |  |  |  |  |  |  |  |  |  |  |  |  |  |  |  |  |  |  |  |  |  |  |  |  |  |  |  |  |  |  |  |  |  |
|                               |                               |                               |                               |                               |                               |                               |                               | Conrad de Montferrat († 1192)     | Conrad de Montferrat († 1192)     | Conrad de Montferrat († 1192)     | Conrad de Montferrat († 1192)     | Conrad de Montferrat († 1192)     | Conrad de Montferrat († 1192)     |                             |                             |                                        |                                        |                                        |                                        |                                        |                                        |                               |                               |                                      |                                      |                                      |                                      |                                      |                                      |                                 |                                 |                                 |                                 |                              |                              |                              |                              | Henri II de Champagne († 1197) | Henri II de Champagne († 1197) | Henri II de Champagne († 1197)                         | Henri II de Champagne († 1197)                         | Henri II de Champagne († 1197)                         | Henri II de Champagne († 1197)                         |                                                        |                                                        |  |  |                              |                              |                              |                              |                              |                              |  |  |                                          |                                          |                                          |                                          |                                          |                                          |  |  |  |  |  |  |  |  |  |  |  |  |  |  |  |  |  |  |  |  |  |  |  |  |  |  |  |  |  |  |  |  |  |  |  |  |  |  |
|                               |                               |                               |                               |                               |                               |                               |                               | Conrad de Montferrat († 1192)     | Conrad de Montferrat († 1192)     | Conrad de Montferrat († 1192)     | Conrad de Montferrat († 1192)     | Conrad de Montferrat († 1192)     | Conrad de Montferrat († 1192)     |                             |                             |                                        |                                        |                                        |                                        |                                        |                                        |                               |                               |                                      |                                      |                                      |                                      |                                      |                                      |                                 |                                 |                                 |                                 |                              |                              |                              |                              | Henri II de Champagne († 1197) | Henri II de Champagne († 1197) | Henri II de Champagne († 1197)                         | Henri II de Champagne († 1197)                         | Henri II de Champagne († 1197)                         | Henri II de Champagne († 1197)                         |                                                        |                                                        |  |  |                              |                              |                              |                              |                              |                              |  |  |                                          |                                          |                                          |                                          |                                          |                                          |  |  |  |  |  |  |  |  |  |  |  |  |  |  |  |  |  |  |  |  |  |  |  |  |  |  |  |  |  |  |  |  |  |  |  |  |  |  |
|                               |                               |                               |                               |                               |                               |                               |                               |                                   |                                   |                                   |                                   |                                   |                                   |                             |                             |                                        |                                        |                                        |                                        |                                        |                                        |                               |                               |                                      |                                      |                                      |                                      |                                      |                                      |                                 |                                 |                                 |                                 |                              |                              |                              |                              |                                |                                |                                                        |                                                        |                                                        |                                                        |                                                        |                                                        |  |  |                              |                              |                              |                              |                              |                              |  |  |                                          |                                          |                                          |                                          |                                          |                                          |  |  |  |  |  |  |  |  |  |  |  |  |  |  |  |  |  |  |  |  |  |  |  |  |  |  |  |  |  |  |  |  |  |  |  |  |  |  |
|                               |                               |                               |                               |                               |                               |                               |                               |                                   |                                   |                                   |                                   |                                   |                                   |                             |                             |                                        |                                        |                                        |                                        |                                        |                                        |                               |                               |                                      |                                      |                                      |                                      |                                      |                                      |                                 |                                 |                                 |                                 |                              |                              |                              |                              |                                |                                |                                                        |                                                        |                                                        |                                                        |                                                        |                                                        |  |  |                              |                              |                              |                              |                              |                              |  |  |                                          |                                          |                                          |                                          |                                          |                                          |  |  |  |  |  |  |  |  |  |  |  |  |  |  |  |  |  |  |  |  |  |  |  |  |  |  |  |  |  |  |  |  |  |  |  |  |  |  |
|                               |                               |                               |                               | Jean de Brienne († 1237)      | Jean de Brienne († 1237)      | Jean de Brienne († 1237)      | Jean de Brienne († 1237)      | Jean de Brienne († 1237)          | Jean de Brienne († 1237)          |                                   |                                   | Marie († 1212) r. Jérusalem       | Marie († 1212) r. Jérusalem       | Marie († 1212) r. Jérusalem | Marie († 1212) r. Jérusalem | Marie († 1212) r. Jérusalem            | Marie († 1212) r. Jérusalem            |                                        |                                        | Hugues Ier († 1218) r. Chypre          | Hugues Ier († 1218) r. Chypre          | Hugues Ier († 1218) r. Chypre | Hugues Ier († 1218) r. Chypre | Hugues Ier († 1218) r. Chypre        | Hugues Ier († 1218) r. Chypre        |                                      |                                      | Alix de Champagne (1195 † 1246)      | Alix de Champagne (1195 † 1246)      | Alix de Champagne (1195 † 1246) | Alix de Champagne (1195 † 1246) | Alix de Champagne (1195 † 1246) | Alix de Champagne (1195 † 1246) |                              |                              |                              |                              |                                |                                | Philippa de Champagne (1196 † 1250) x Érard de Brienne | Philippa de Champagne (1196 † 1250) x Érard de Brienne | Philippa de Champagne (1196 † 1250) x Érard de Brienne | Philippa de Champagne (1196 † 1250) x Érard de Brienne | Philippa de Champagne (1196 † 1250) x Érard de Brienne | Philippa de Champagne (1196 † 1250) x Érard de Brienne |  |  | Sibylle x Léon II r. Arménie | Sibylle x Léon II r. Arménie | Sibylle x Léon II r. Arménie | Sibylle x Léon II r. Arménie | Sibylle x Léon II r. Arménie | Sibylle x Léon II r. Arménie |  |  | Mélisende x Bohémond IV pr. Antioche     | Mélisende x Bohémond IV pr. Antioche     | Mélisende x Bohémond IV pr. Antioche     | Mélisende x Bohémond IV pr. Antioche     | Mélisende x Bohémond IV pr. Antioche     | Mélisende x Bohémond IV pr. Antioche     |  |  |  |  |  |  |  |  |  |  |  |  |  |  |  |  |  |  |  |  |  |  |  |  |  |  |  |  |  |  |  |  |  |  |  |  |  |  |
|                               |                               |                               |                               | Jean de Brienne († 1237)      | Jean de Brienne († 1237)      | Jean de Brienne († 1237)      | Jean de Brienne († 1237)      | Jean de Brienne († 1237)          | Jean de Brienne († 1237)          |                                   |                                   | Marie († 1212) r. Jérusalem       | Marie († 1212) r. Jérusalem       | Marie († 1212) r. Jérusalem | Marie († 1212) r. Jérusalem | Marie († 1212) r. Jérusalem            | Marie († 1212) r. Jérusalem            |                                        |                                        | Hugues Ier († 1218) r. Chypre          | Hugues Ier († 1218) r. Chypre          | Hugues Ier († 1218) r. Chypre | Hugues Ier († 1218) r. Chypre | Hugues Ier († 1218) r. Chypre        | Hugues Ier († 1218) r. Chypre        |                                      |                                      | Alix de Champagne (1195 † 1246)      | Alix de Champagne (1195 † 1246)      | Alix de Champagne (1195 † 1246) | Alix de Champagne (1195 † 1246) | Alix de Champagne (1195 † 1246) | Alix de Champagne (1195 † 1246) |                              |                              |                              |                              |                                |                                | Philippa de Champagne (1196 † 1250) x Érard de Brienne | Philippa de Champagne (1196 † 1250) x Érard de Brienne | Philippa de Champagne (1196 † 1250) x Érard de Brienne | Philippa de Champagne (1196 † 1250) x Érard de Brienne | Philippa de Champagne (1196 † 1250) x Érard de Brienne | Philippa de Champagne (1196 † 1250) x Érard de Brienne |  |  | Sibylle x Léon II r. Arménie | Sibylle x Léon II r. Arménie | Sibylle x Léon II r. Arménie | Sibylle x Léon II r. Arménie | Sibylle x Léon II r. Arménie | Sibylle x Léon II r. Arménie |  |  | Mélisende x Bohémond IV pr. Antioche     | Mélisende x Bohémond IV pr. Antioche     | Mélisende x Bohémond IV pr. Antioche     | Mélisende x Bohémond IV pr. Antioche     | Mélisende x Bohémond IV pr. Antioche     | Mélisende x Bohémond IV pr. Antioche     |  |  |  |  |  |  |  |  |  |  |  |  |  |  |  |  |  |  |  |  |  |  |  |  |  |  |  |  |  |  |  |  |  |  |  |  |  |  |
|                               |                               |                               |                               |                               |                               |                               |                               |                                   |                                   |                                   |                                   |                                   |                                   |                             |                             |                                        |                                        |                                        |                                        |                                        |                                        |                               |                               |                                      |                                      |                                      |                                      |                                      |                                      |                                 |                                 |                                 |                                 |                              |                              |                              |                              |                                |                                |                                                        |                                                        |                                                        |                                                        |                                                        |                                                        |  |  |                              |                              |                              |                              |                              |                              |  |  |                                          |                                          |                                          |                                          |                                          |                                          |  |  |  |  |  |  |  |  |  |  |  |  |  |  |  |  |  |  |  |  |  |  |  |  |  |  |  |  |  |  |  |  |  |  |  |  |  |  |
|                               |                               |                               |                               |                               |                               |                               |                               |                                   |                                   |                                   |                                   |                                   |                                   |                             |                             |                                        |                                        |                                        |                                        |                                        |                                        |                               |                               |                                      |                                      |                                      |                                      |                                      |                                      |                                 |                                 |                                 |                                 |                              |                              |                              |                              |                                |                                |                                                        |                                                        |                                                        |                                                        |                                                        |                                                        |  |  |                              |                              |                              |                              |                              |                              |  |  |                                          |                                          |                                          |                                          |                                          |                                          |  |  |  |  |  |  |  |  |  |  |  |  |  |  |  |  |  |  |  |  |  |  |  |  |  |  |  |  |  |  |  |  |  |  |  |  |  |  |
| Frédéric II († 1250) empereur | Frédéric II († 1250) empereur | Frédéric II († 1250) empereur | Frédéric II († 1250) empereur | Frédéric II († 1250) empereur | Frédéric II († 1250) empereur |                               |                               | Isabelle II († 1228) r. Jérusalem | Isabelle II († 1228) r. Jérusalem | Isabelle II († 1228) r. Jérusalem | Isabelle II († 1228) r. Jérusalem | Isabelle II († 1228) r. Jérusalem | Isabelle II († 1228) r. Jérusalem |                             |                             | Marie († 1252) x Gautier IV de Brienne | Marie († 1252) x Gautier IV de Brienne | Marie († 1252) x Gautier IV de Brienne | Marie († 1252) x Gautier IV de Brienne | Marie († 1252) x Gautier IV de Brienne | Marie († 1252) x Gautier IV de Brienne |                               |                               | Isabelle († 1264) x Henri d'Antioche | Isabelle († 1264) x Henri d'Antioche | Isabelle († 1264) x Henri d'Antioche | Isabelle († 1264) x Henri d'Antioche | Isabelle († 1264) x Henri d'Antioche | Isabelle († 1264) x Henri d'Antioche |                                 |                                 | Henri Ier († 1253) r. Chypre    | Henri Ier († 1253) r. Chypre    | Henri Ier († 1253) r. Chypre | Henri Ier († 1253) r. Chypre | Henri Ier († 1253) r. Chypre | Henri Ier († 1253) r. Chypre |                                |                                | Henri de Brienne († 1250)                              | Henri de Brienne († 1250)                              | Henri de Brienne († 1250)                              | Henri de Brienne († 1250)                              | Henri de Brienne († 1250)                              | Henri de Brienne († 1250)                              |  |  | Isabelle († 1252) r. Arménie | Isabelle († 1252) r. Arménie | Isabelle († 1252) r. Arménie | Isabelle († 1252) r. Arménie | Isabelle († 1252) r. Arménie | Isabelle († 1252) r. Arménie |  |  | Marie d'Antioche                         | Marie d'Antioche                         | Marie d'Antioche                         | Marie d'Antioche                         | Marie d'Antioche                         | Marie d'Antioche                         |  |  |  |  |  |  |  |  |  |  |  |  |  |  |  |  |  |  |  |  |  |  |  |  |  |  |  |  |  |  |  |  |  |  |  |  |  |  |
| Frédéric II († 1250) empereur | Frédéric II († 1250) empereur | Frédéric II († 1250) empereur | Frédéric II († 1250) empereur | Frédéric II († 1250) empereur | Frédéric II († 1250) empereur |                               |                               | Isabelle II († 1228) r. Jérusalem | Isabelle II († 1228) r. Jérusalem | Isabelle II († 1228) r. Jérusalem | Isabelle II († 1228) r. Jérusalem | Isabelle II († 1228) r. Jérusalem | Isabelle II († 1228) r. Jérusalem |                             |                             | Marie († 1252) x Gautier IV de Brienne | Marie († 1252) x Gautier IV de Brienne | Marie († 1252) x Gautier IV de Brienne | Marie († 1252) x Gautier IV de Brienne | Marie († 1252) x Gautier IV de Brienne | Marie († 1252) x Gautier IV de Brienne |                               |                               | Isabelle († 1264) x Henri d'Antioche | Isabelle († 1264) x Henri d'Antioche | Isabelle († 1264) x Henri d'Antioche | Isabelle († 1264) x Henri d'Antioche | Isabelle († 1264) x Henri d'Antioche | Isabelle († 1264) x Henri d'Antioche |                                 |                                 | Henri Ier († 1253) r. Chypre    | Henri Ier († 1253) r. Chypre    | Henri Ier († 1253) r. Chypre | Henri Ier († 1253) r. Chypre | Henri Ier († 1253) r. Chypre | Henri Ier († 1253) r. Chypre |                                |                                | Henri de Brienne († 1250)                              | Henri de Brienne († 1250)                              | Henri de Brienne († 1250)                              | Henri de Brienne († 1250)                              | Henri de Brienne († 1250)                              | Henri de Brienne († 1250)                              |  |  | Isabelle († 1252) r. Arménie | Isabelle († 1252) r. Arménie | Isabelle († 1252) r. Arménie | Isabelle († 1252) r. Arménie | Isabelle († 1252) r. Arménie | Isabelle († 1252) r. Arménie |  |  | Marie d'Antioche                         | Marie d'Antioche                         | Marie d'Antioche                         | Marie d'Antioche                         | Marie d'Antioche                         | Marie d'Antioche                         |  |  |  |  |  |  |  |  |  |  |  |  |  |  |  |  |  |  |  |  |  |  |  |  |  |  |  |  |  |  |  |  |  |  |  |  |  |  |
|                               |                               |                               |                               |                               |                               |                               |                               |                                   |                                   |                                   |                                   |                                   |                                   |                             |                             |                                        |                                        |                                        |                                        |                                        |                                        |                               |                               |                                      |                                      |                                      |                                      |                                      |                                      |                                 |                                 |                                 |                                 |                              |                              |                              |                              |                                |                                |                                                        |                                                        |                                                        |                                                        |                                                        |                                                        |  |  |                              |                              |                              |                              |                              |                              |  |  |                                          |                                          |                                          |                                          |                                          |                                          |  |  |  |  |  |  |  |  |  |  |  |  |  |  |  |  |  |  |  |  |  |  |  |  |  |  |  |  |  |  |  |  |  |  |  |  |  |  |
|                               |                               |                               |                               | Conrad IV († 1254) r. Romains | Conrad IV († 1254) r. Romains | Conrad IV († 1254) r. Romains | Conrad IV († 1254) r. Romains | Conrad IV († 1254) r. Romains     | Conrad IV († 1254) r. Romains     |                                   |                                   |                                   |                                   |                             |                             | Hugues de Brienne († 1294)             | Hugues de Brienne († 1294)             | Hugues de Brienne († 1294)             | Hugues de Brienne († 1294)             | Hugues de Brienne († 1294)             | Hugues de Brienne († 1294)             |                               |                               | Hugues III († 1284) r. Chypre        | Hugues III († 1284) r. Chypre        | Hugues III († 1284) r. Chypre        | Hugues III († 1284) r. Chypre        | Hugues III († 1284) r. Chypre        | Hugues III († 1284) r. Chypre        |                                 |                                 | Hugues II († 1267) r. Chypre    | Hugues II († 1267) r. Chypre    | Hugues II († 1267) r. Chypre | Hugues II († 1267) r. Chypre | Hugues II († 1267) r. Chypre | Hugues II († 1267) r. Chypre |                                |                                | descendance                                            | descendance                                            | descendance                                            | descendance                                            | descendance                                            | descendance                                            |  |  | rois d'Arménie               | rois d'Arménie               | rois d'Arménie               | rois d'Arménie               | rois d'Arménie               | rois d'Arménie               |  |  |                                          |                                          |                                          |                                          |                                          |                                          |  |  |  |  |  |  |  |  |  |  |  |  |  |  |  |  |  |  |  |  |  |  |  |  |  |  |  |  |  |  |  |  |  |  |  |  |  |  |
|                               |                               |                               |                               | Conrad IV († 1254) r. Romains | Conrad IV († 1254) r. Romains | Conrad IV († 1254) r. Romains | Conrad IV († 1254) r. Romains | Conrad IV († 1254) r. Romains     | Conrad IV († 1254) r. Romains     |                                   |                                   |                                   |                                   |                             |                             | Hugues de Brienne († 1294)             | Hugues de Brienne († 1294)             | Hugues de Brienne († 1294)             | Hugues de Brienne († 1294)             | Hugues de Brienne († 1294)             | Hugues de Brienne († 1294)             |                               |                               | Hugues III († 1284) r. Chypre        | Hugues III († 1284) r. Chypre        | Hugues III († 1284) r. Chypre        | Hugues III († 1284) r. Chypre        | Hugues III († 1284) r. Chypre        | Hugues III († 1284) r. Chypre        |                                 |                                 | Hugues II († 1267) r. Chypre    | Hugues II († 1267) r. Chypre    | Hugues II († 1267) r. Chypre | Hugues II († 1267) r. Chypre | Hugues II († 1267) r. Chypre | Hugues II († 1267) r. Chypre |                                |                                | descendance                                            | descendance                                            | descendance                                            | descendance                                            | descendance                                            | descendance                                            |  |  | rois d'Arménie               | rois d'Arménie               | rois d'Arménie               | rois d'Arménie               | rois d'Arménie               | rois d'Arménie               |  |  |                                          |                                          |                                          |                                          |                                          |                                          |  |  |  |  |  |  |  |  |  |  |  |  |  |  |  |  |  |  |  |  |  |  |  |  |  |  |  |  |  |  |  |  |  |  |  |  |  |  |
|                               |                               |                               |                               | Conradin († 1264) r. Sicile   | Conradin († 1264) r. Sicile   | Conradin († 1264) r. Sicile   | Conradin († 1264) r. Sicile   | Conradin († 1264) r. Sicile       | Conradin († 1264) r. Sicile       |                                   |                                   |                                   |                                   |                             |                             | descendance                            | descendance                            | descendance                            | descendance                            | descendance                            | descendance                            |                               |                               | rois de Chypre                       | rois de Chypre                       | rois de Chypre                       | rois de Chypre                       | rois de Chypre                       | rois de Chypre                       |                                 |                                 |                                 |                                 |                              |                              |                              |                              |                                |                                |                                                        |                                                        |                                                        |                                                        |                                                        |                                                        |  |  |                              |                              |                              |                              |                              |                              |  |  |                                          |                                          |                                          |                                          |                                          |                                          |  |  |  |  |  |  |  |  |  |  |  |  |  |  |  |  |  |  |  |  |  |  |  |  |  |  |  |  |  |  |  |  |  |  |  |  |  |  |